# Iza nubecula
Iza nubecula är en fjärilsart som beskrevs av Achille Guenée 1858. Iza nubecula ingår i släktet Iza och familjen Thyrididae. Inga underarter finns listade i Catalogue of Life.